# Campionati oceaniani femminili di pallacanestro
I Campionati oceaniani femminili di pallacanestro FIBA sono una competizione sportiva continentale a cadenza biennale organizzata dalla FIBA Oceania, la federazione oceaniana della pallacanestro.
Si tratta di un torneo tra nazionali, che assegna il titolo di Campione d'Oceania alla nazionale vincitrice, ed è di solito valevole per la qualificazione ai Giochi olimpici e ai Mondiali femminili di pallacanestro.
Di solito vi partecipano solo due squadre, Australia e Nuova Zelanda, vista la conformazione del continente, formato da moltissime isolette che non hanno squadre nazionali di livello.
Il primo campionato oceaniano di pallacanestro si tenne nel 1974, e da allora sono state disputate 15 edizioni, 14 delle quali vinte dall'Australia.

## Edizioni e albo d'oro
| 1974 dettagli | Australia                                      | Australia     | 69-42  | 72-44  | 75-55  | Nuova Zelanda | -               |
| 1978 dettagli | Nuova Zelanda                                  | Australia     | 68-37  | 63–33  | 89–32  | Nuova Zelanda | -               |
| 1982 dettagli | Australia                                      | Australia     | 66–46  | 64–32  | 85-55  | Nuova Zelanda | -               |
| 1985 dettagli | Australia (Sydney & Newcastle)                 | Australia     | 63–36  | 62-43  |        | Nuova Zelanda | -               |
| 1989 dettagli | Nuova Zelanda                                  | Australia     | 93-45  | 107-59 | 80-38  | Nuova Zelanda | -               |
| 1993 dettagli | Nuova Zelanda (Auckland)                       | Nuova Zelanda | 120-56 | 106-61 | 120-58 | Samoa         | -               |
| 1995 dettagli | Australia                                      | Australia     | 89–44  | 79–45  |        | Nuova Zelanda | -               |
| 1997 dettagli | Nuova Zelanda (Palmerston North & Wellington)  | Australia     | 99–61  |        |        | Nuova Zelanda | Nuova Caledonia |
| 2001 dettagli | Nuova Zelanda                                  | Australia     | 97-61  | 102-55 |        | Nuova Zelanda | -               |
| 2003 dettagli | Nuova Zelanda                                  | Australia     | 69–55  | 84–61  | n/a    | Nuova Zelanda | -               |
| 2005 dettagli | Nuova Zelanda                                  | Australia     | 77–51  | 75–67  | 67–38  | Nuova Zelanda | -               |
| 2007 dettagli | Nuova Zelanda (Dunedin)                        | Australia     | 87-46  | -      | -      | Nuova Zelanda | Figi            |
| 2009 dettagli | Nuova Zelanda                                  | Australia     | 98-48  | 97-57  |        | Nuova Zelanda | -               |
| 2011 dettagli | Australia                                      | Australia     | 77-64  | 92-73  | 82-57  | Nuova Zelanda | -               |
| 2013 dettagli | Nuova Zelanda (Auckland) Australia (Canberra)  | Australia     | 66-50  | 84-66  |        | Nuova Zelanda | -               |
| 2015 dettagli | Australia (Melbourne) Nuova Zelanda (Tauranga) | Australia     | 61-41  | 80-63  |        | Nuova Zelanda | -               |

## Medagliere
| Posiz. | Nazione         | Oro | Argento | Bronzo | Totale |
| ------ | --------------- | --- | ------- | ------ | ------ |
| 1      | Australia       | 15  | 0       | 0      | 15     |
| 2      | Nuova Zelanda   | 1   | 15      | 0      | 16     |
| 3      | Samoa           | 0   | 1       | 0      | 1      |
| 4      | Figi            | 0   | 0       | 1      | 1      |
| 4      | Nuova Caledonia | 0   | 0       | 1      | 1      |